# Вышеград
Вы́шеград (чеш. Vyšehrad) — древняя крепость (замок) и исторический район Праги. Расположен на холме над Влтавой к югу от центра города.
В стенах Вышеграда находятся такие достопримечательности, как новоготический храм Святых Петра и Павла, остатки древнейшей романской базилики, романская ротонда Святого Мартина. Вышеградское кладбище — место погребения знаменитых деятелей Чехии.
Крепость воздвигнута в X веке. Легенда приписывает её основание князю Кроку, отцу княгини Либуше. Традиционно считается одним из первых центров чешского государства, также как Пражский Град на другом берегу (ср. город и Вышгород в Киеве, Детинец и Рюриково городище в Новгороде и другие подобные «двойные системы» в славянских городах).
По существующему преданию, именно здесь легендарная княжна Либуше предсказала расцвет и мировую славу чешской столице — Праге.
При чешском правителе Вратиславе II из рода Пржемысловичей для Вышеграда настал период расцвета. В 1070 году Вратиславом II был основан самостоятельный вышеградский капитул, не зависящий от пражского епископства. При нем были заложены базилика св. Петра и Павла, ротонда Святого Мартина. В Вышеграде чеканилась чешская монета. К концу XI века строительство укреплений было закончено. Потом значение Вышеграда упало.
30 июля 1119 года по Вышеграду пронёсся сильный смерч, записанный в Чешскую хронику.

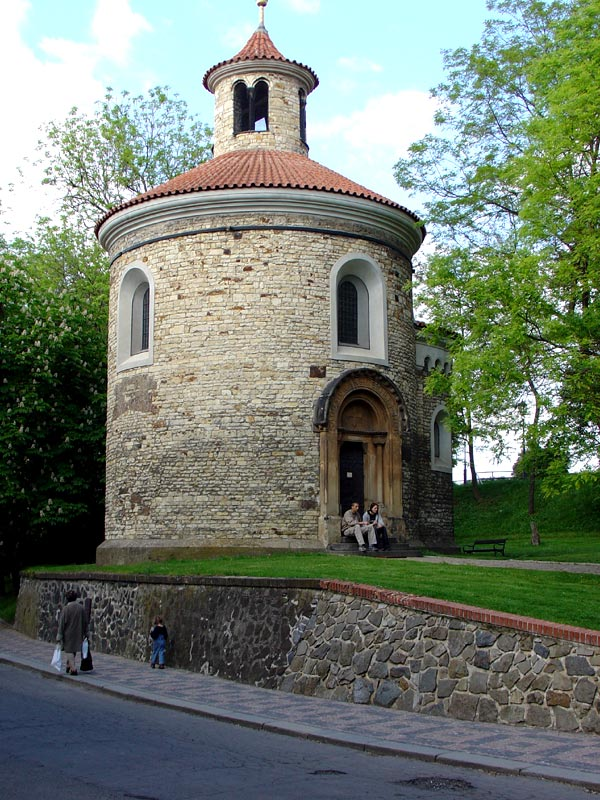
Ротонда Святого Мартина в Вышеграде. XI век

В XIV веке Карл IV решил, что Прага станет резиденцией императоров Священной Римской империи. Это был исключительный случай, так как до этого императоры не имели постоянной резиденции. Так можно объяснить большие масштабы градостроительных работ в Праге. В 1348 году он издал указ о заложении Нове-Места. Как потомок Пржемысловичей он попытался возродить славу Вышеграда. Карл IV реконструировал Королевский дворец, возвел новые крепостные укрепления, соединив их с построенным им Нове-Местом. По его указанию главный подход к Праге с юга теперь вел через Вышеград. Была полностью перестроена церковь св. Петра и Павла — на месте снесенной старой базилики началось строительство нового собора в готическом стиле. В эпоху Карла IV именно из Вышеграда начиналось коронационное шествие чешских королей и продолжалось далее по Нове-Месту, Старе-Месту и Мала-Стране, ведя в Пражский Град. В «Коронационном кодексе чешских королей» Карл IV определил, что каждый правитель накануне своей коронации должен поклониться в Вышеграде их общему предку — Пржемыслу-Пахарю, основателю династии Пржемысловичей. Здесь хранились принадлежавшие Пахарю сума и лыковые башмаки — символы королевского рода. Таким образом, короли (теперь уже из династии Люксембургов) должны были помнить о простом происхождении их далекого предка.
После смерти Карла IV строительство в Вышеграде почти прекратилось. Бывалой славы он уже не обретет никогда. В дальнейшем Вышеград развивается скорее как военная крепость, чем город. В период Гуситских войн (1420 год) Вышеград сильно пострадал и опустел.
В XVII веке Вышеград был отстроен в форме барочной крепости с мощными кирпичными стенами. В 1866 году крепость была закрыта. После закрытия военной крепости старинное кладбище вышеградского капитула по инициативе патриотически настроенных пробстов Вацлава Штульца и Микулаша Карлаха было превращено в Национальное кладбище — место погребения выдающихся представителей чешского народа. Здесь находятся могилы более чем 600 известных деятелей национальной культуры, в том числе писателя Карела Чапека и его жены, актрисы и писательницы Ольги Шайнпфлюговой, композиторов Антонина Дворжака и Бедржиха Сметаны. Художественно оформленные надгробия образуют галерею мемориальной скульптуры. Частью кладбища является также мавзолей Славин, построенный в 1893 году. В нём погребено более 50 выдающихся личностей. Кладбище представляет собой гармоничное художественное целое, знаменательный национальный памятник древней и современной чешской истории.
В 1883 году Вышеград был присоединен к Праге, с тех пор является одним из её административных районов.
На метромосте, ведущем на холм, расположена станция метро «Вышеград».

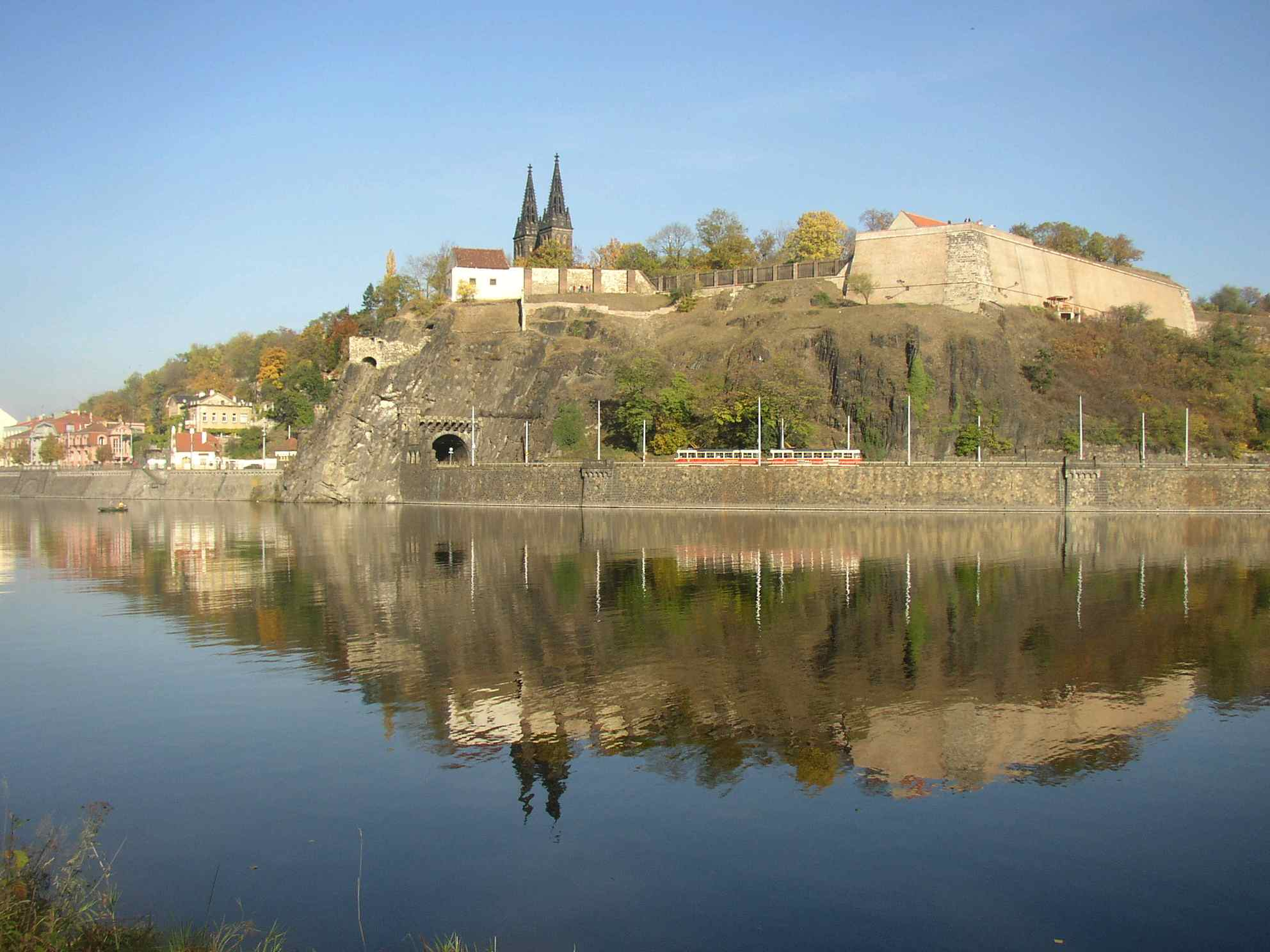
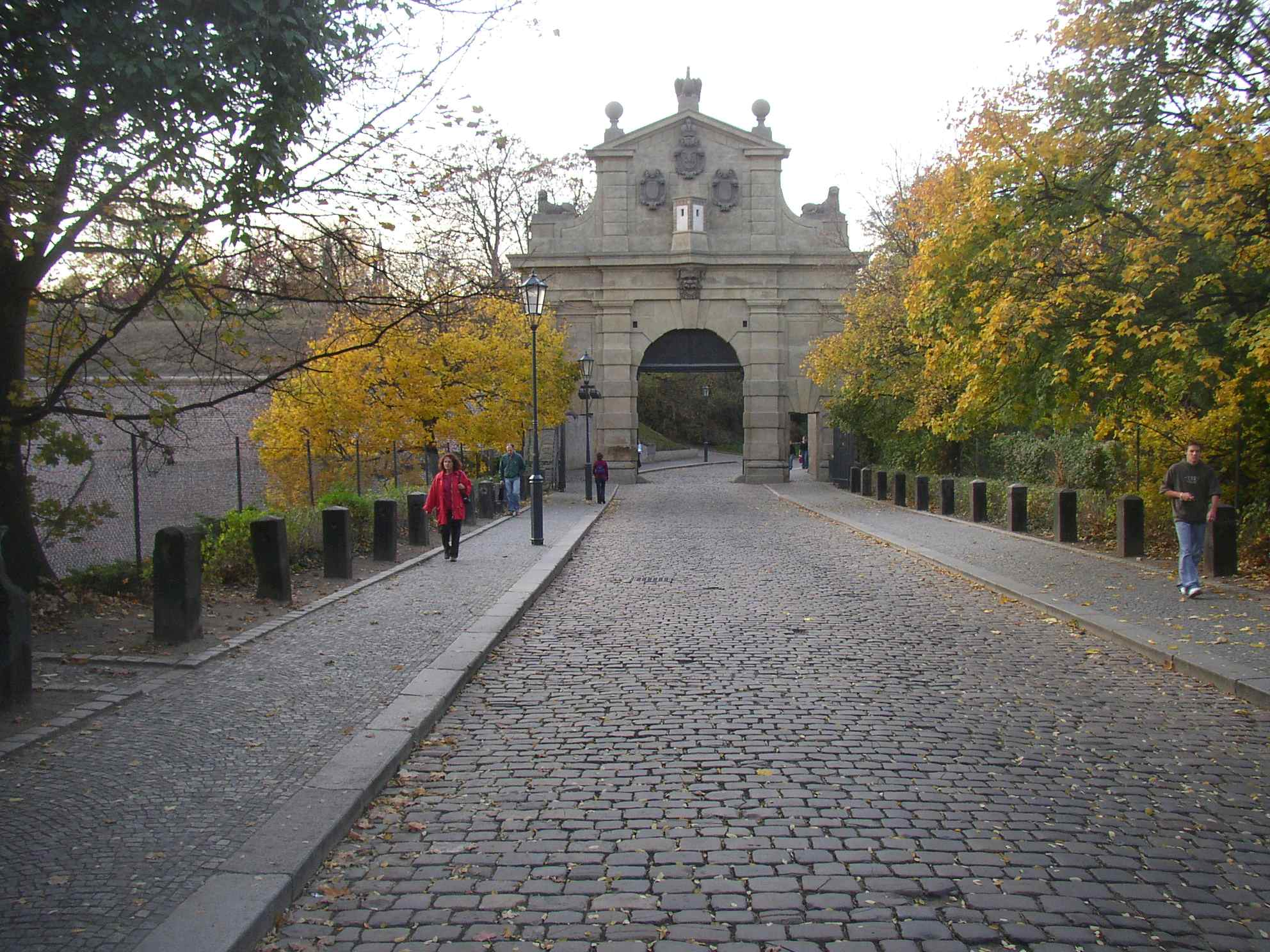
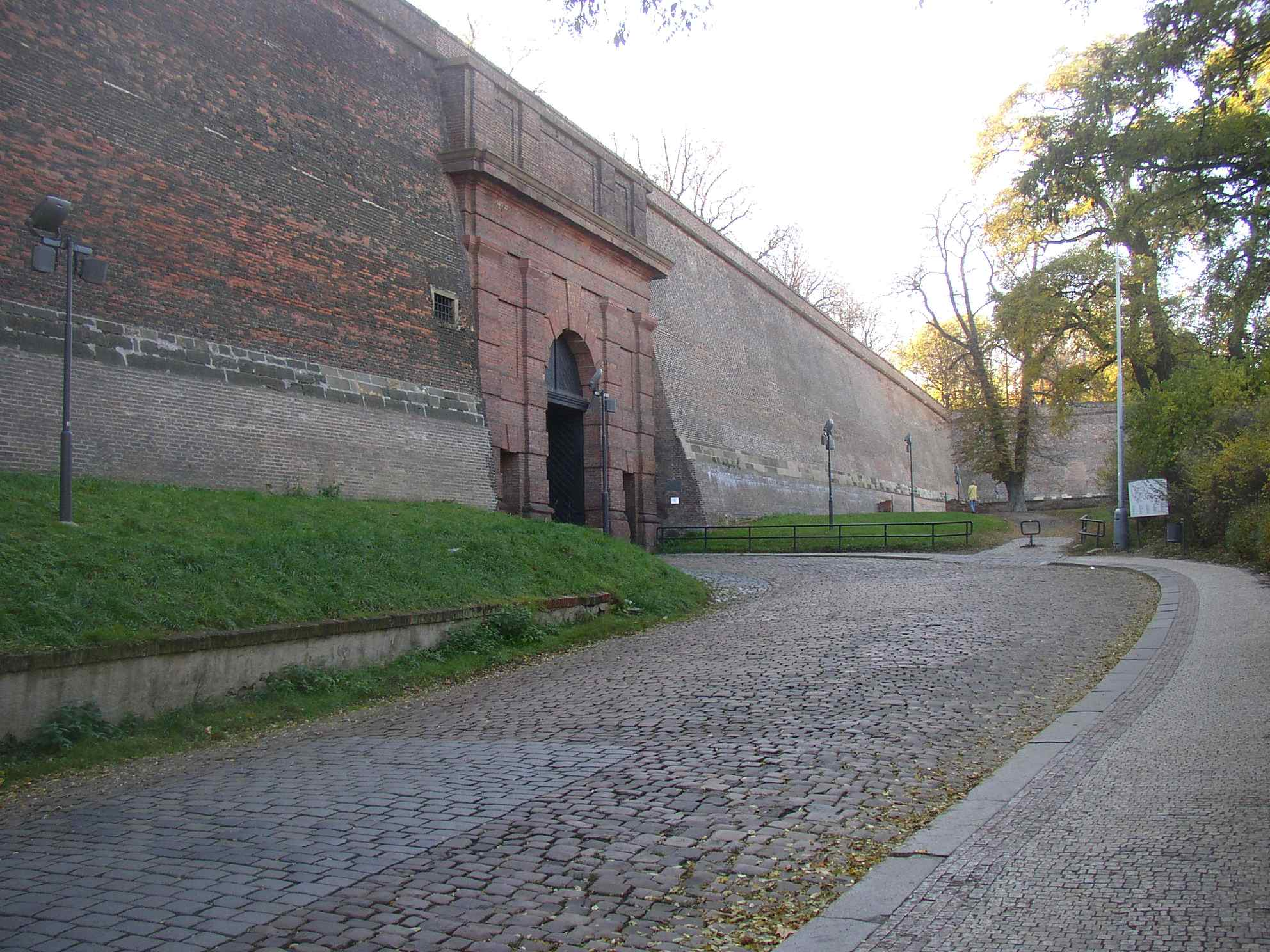
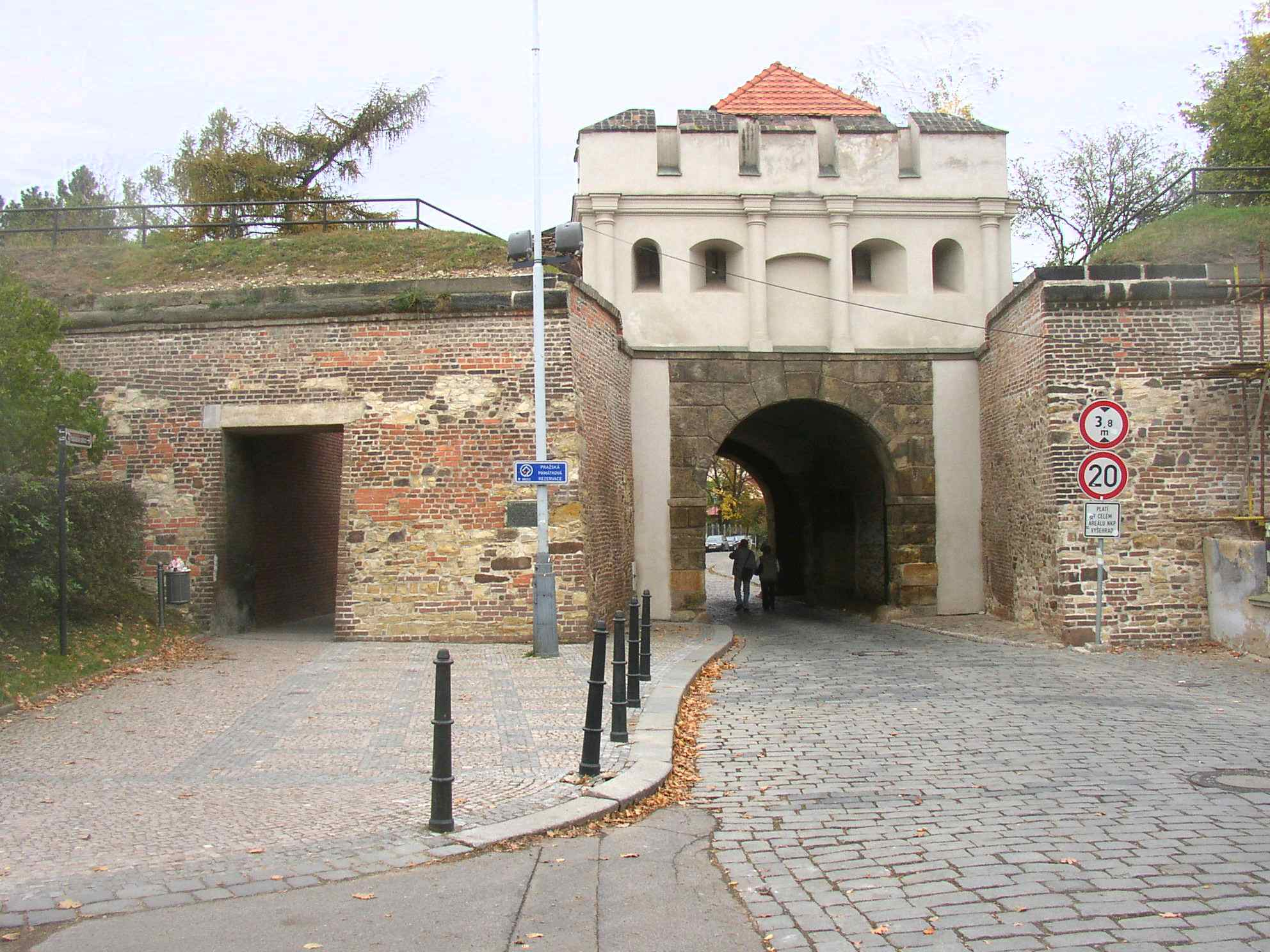
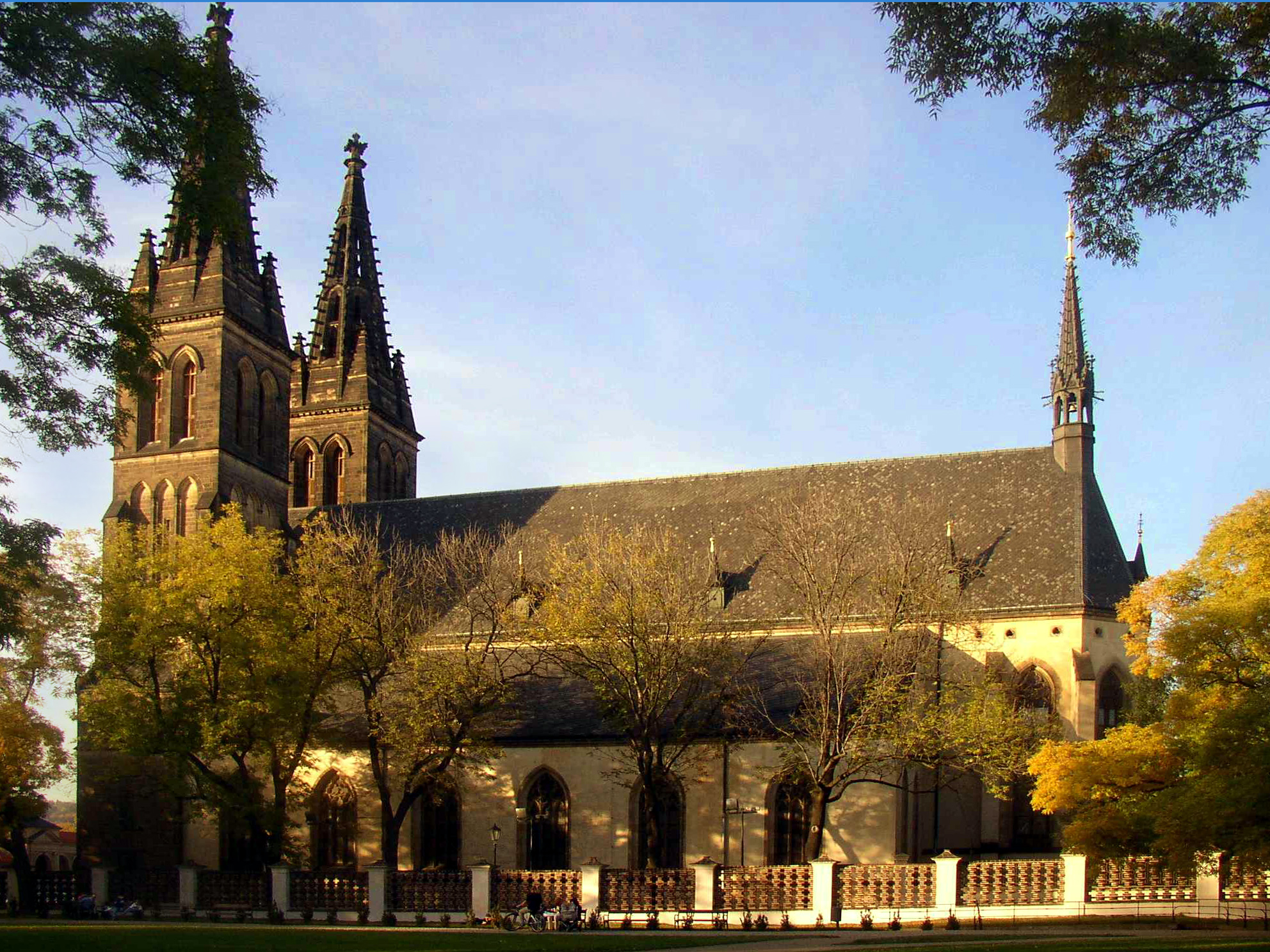
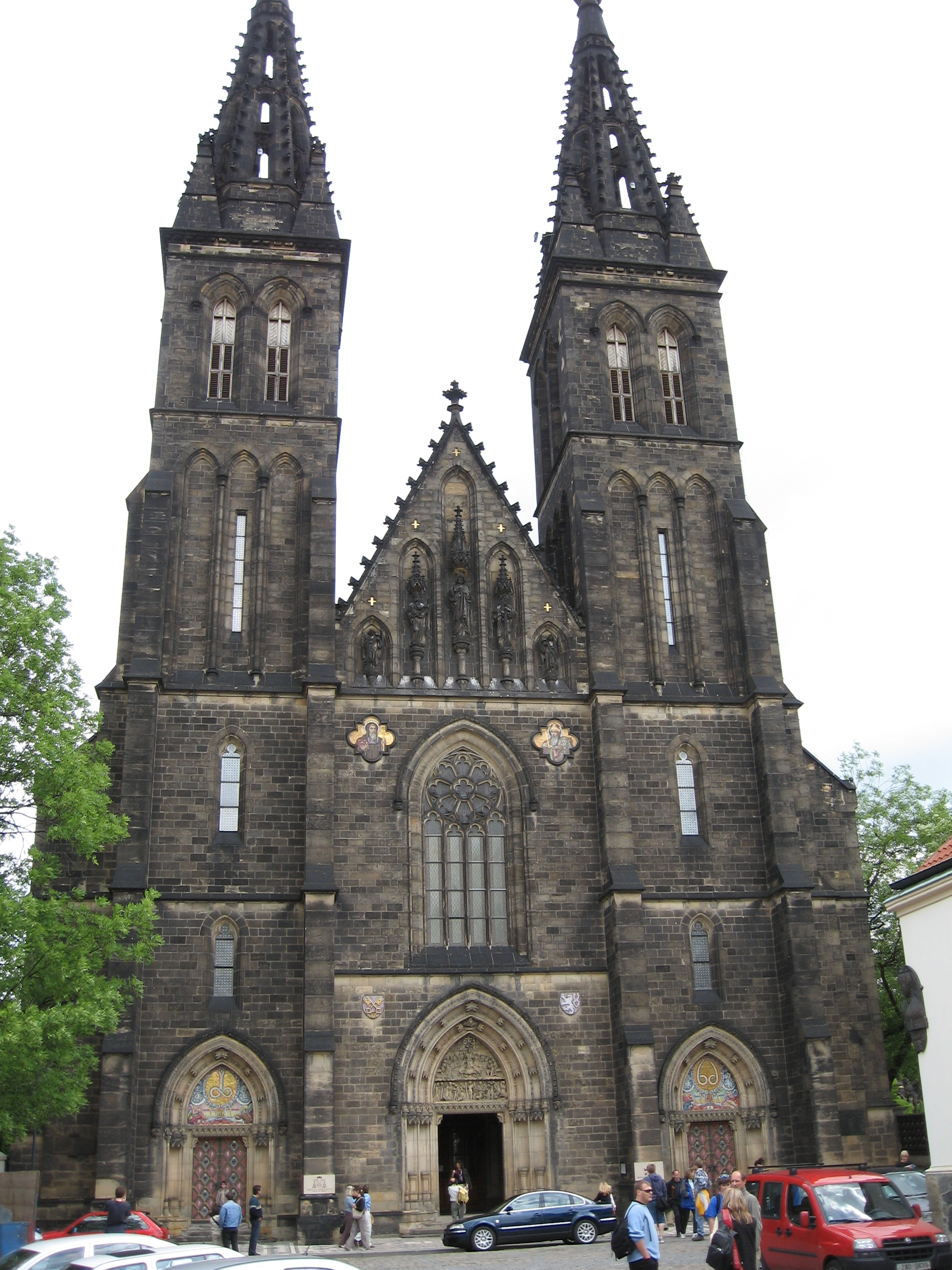
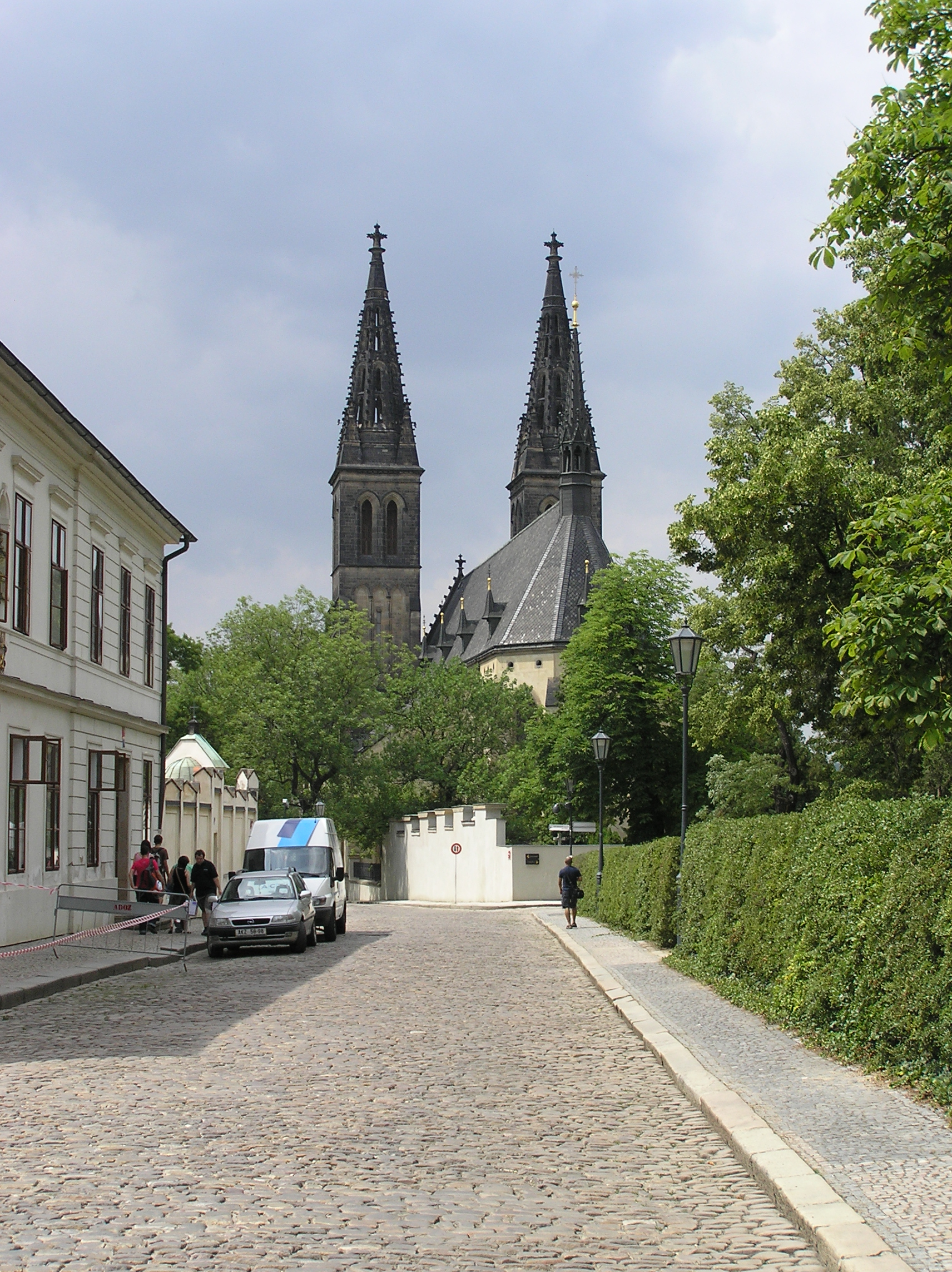
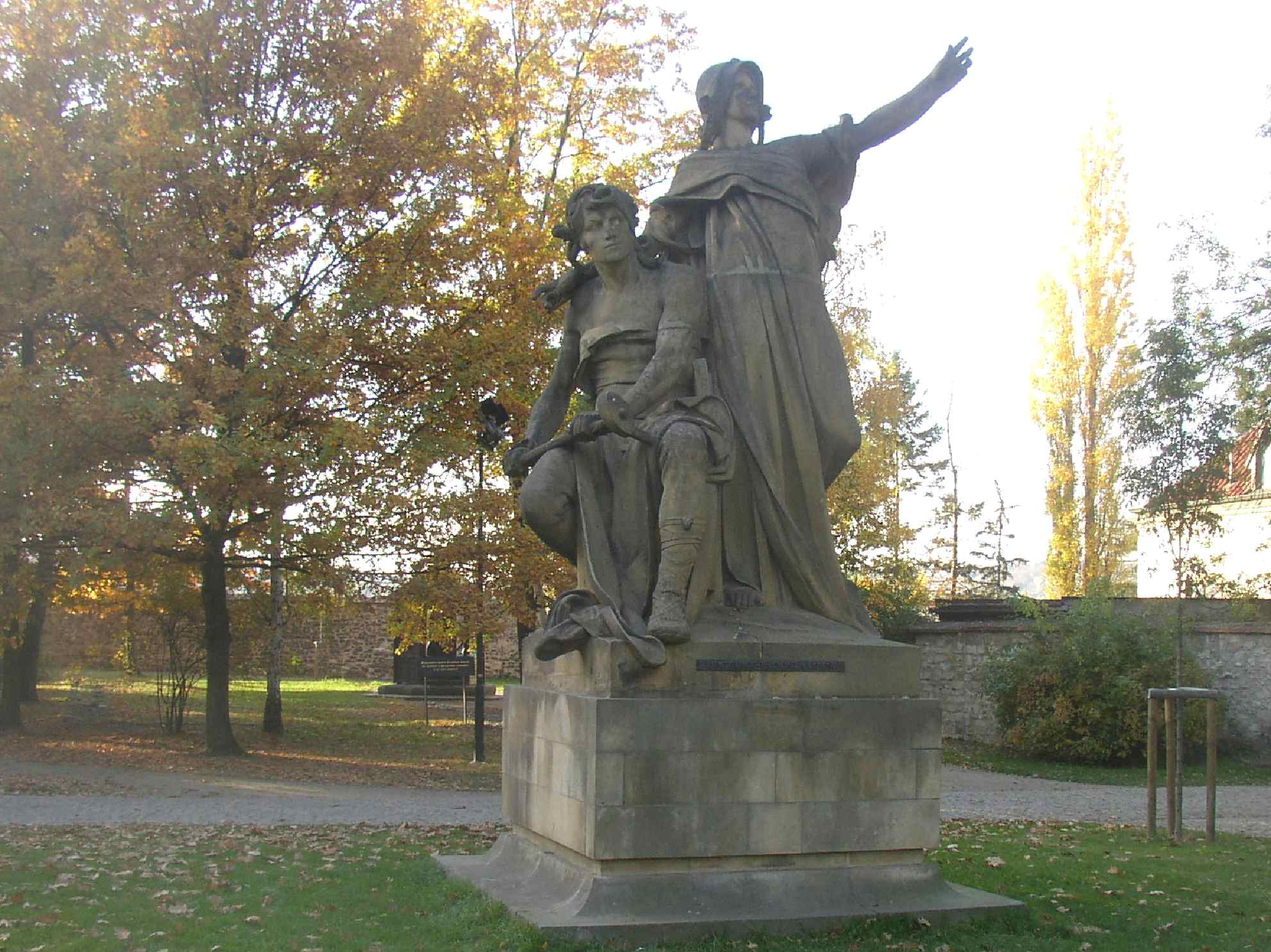
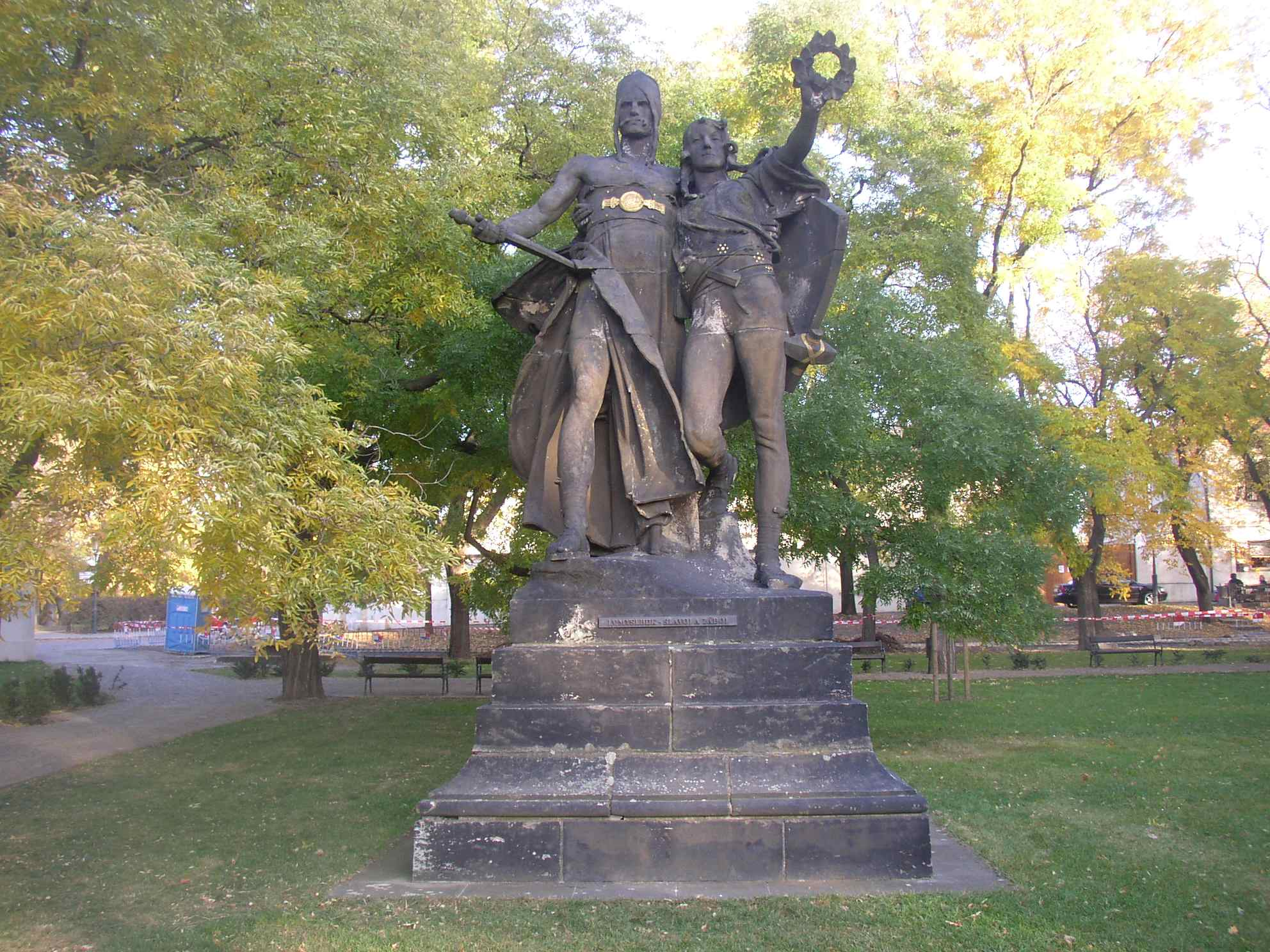
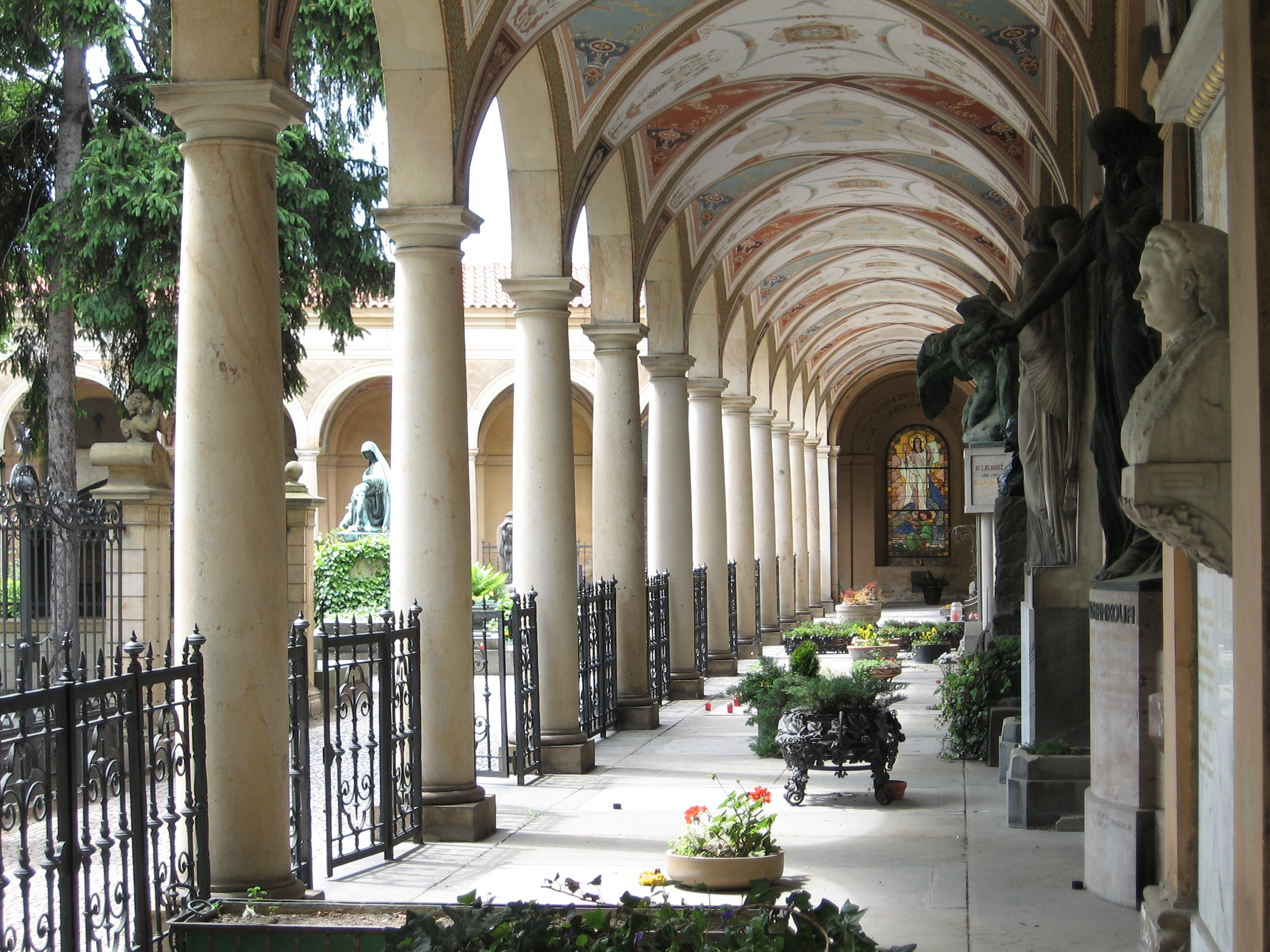
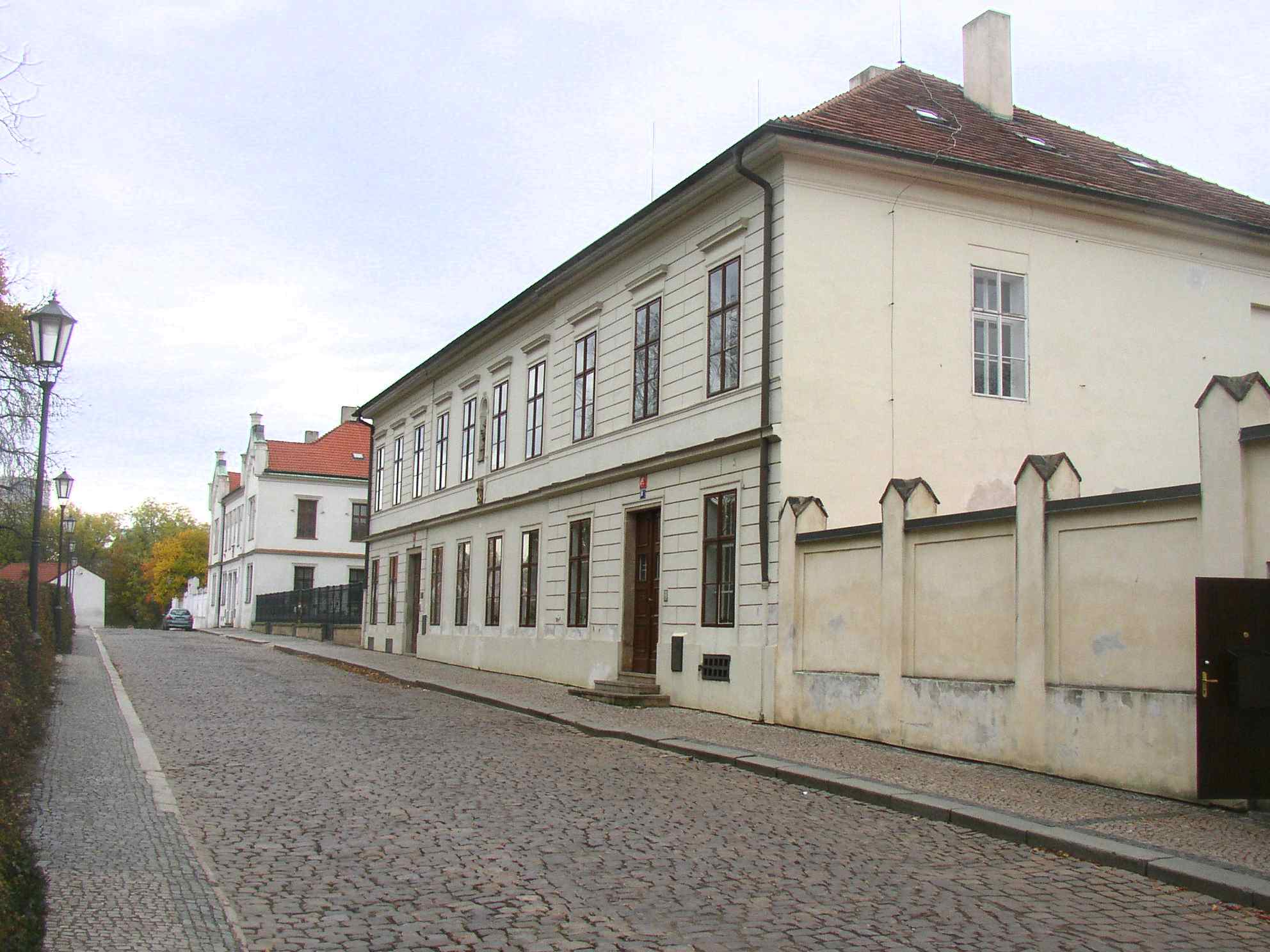
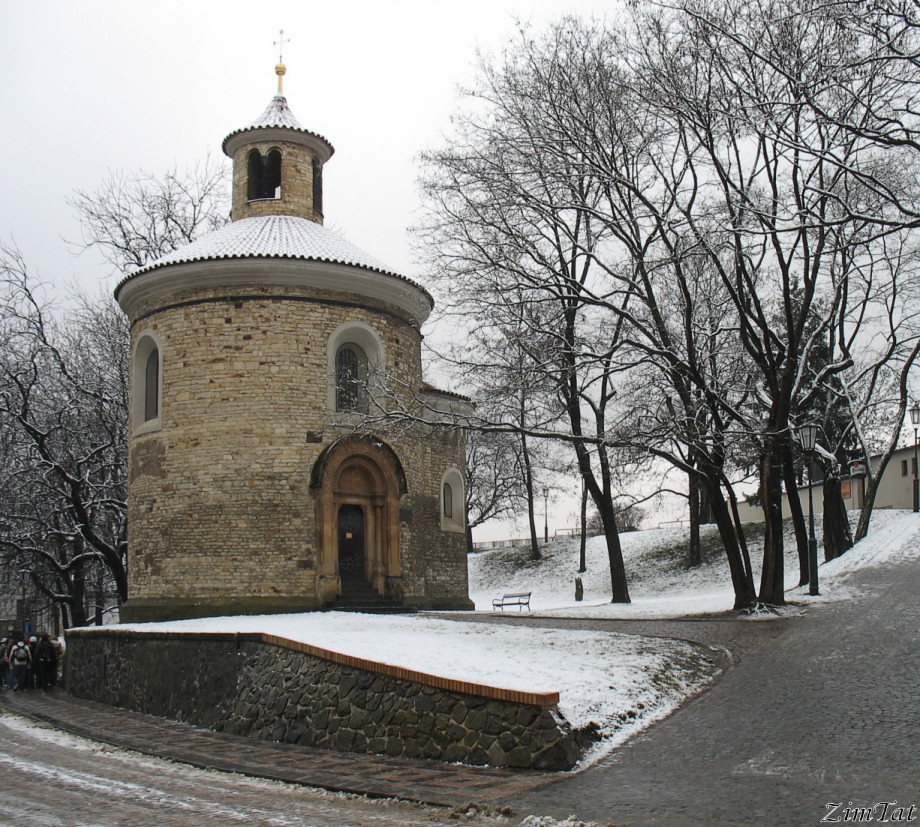
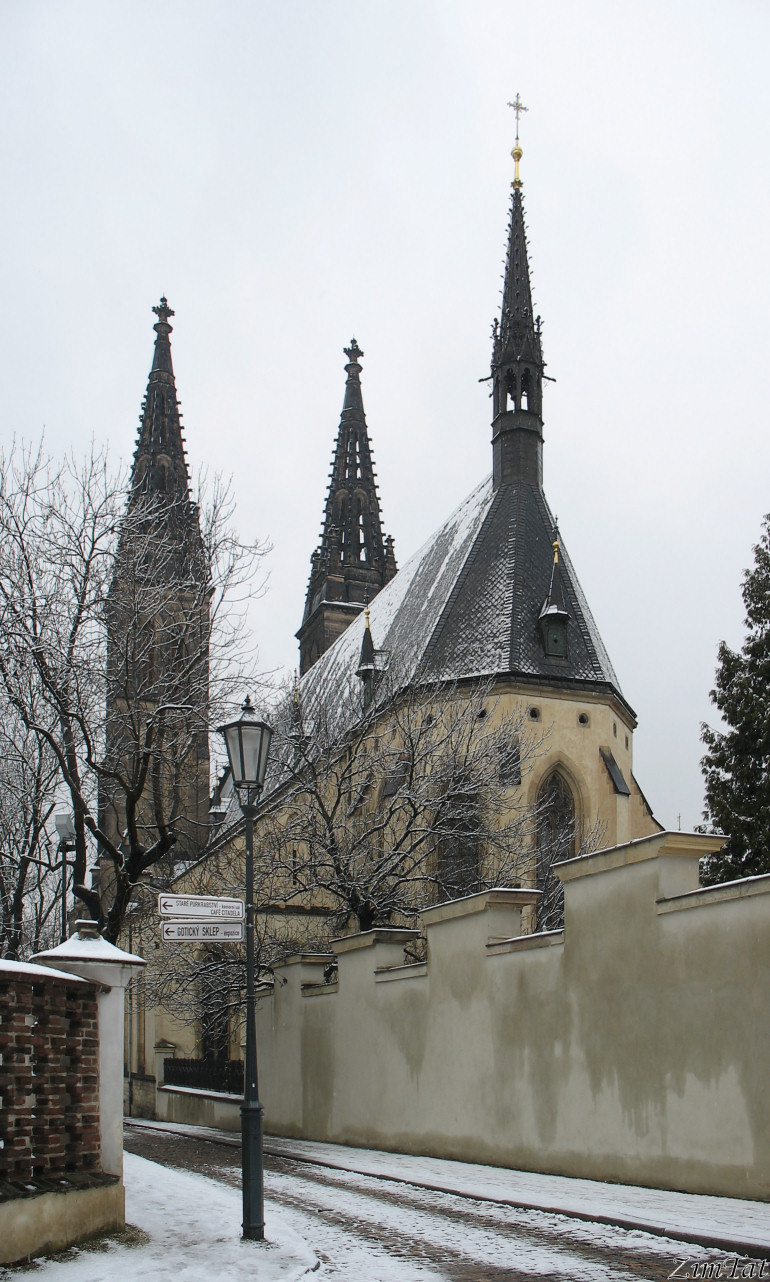
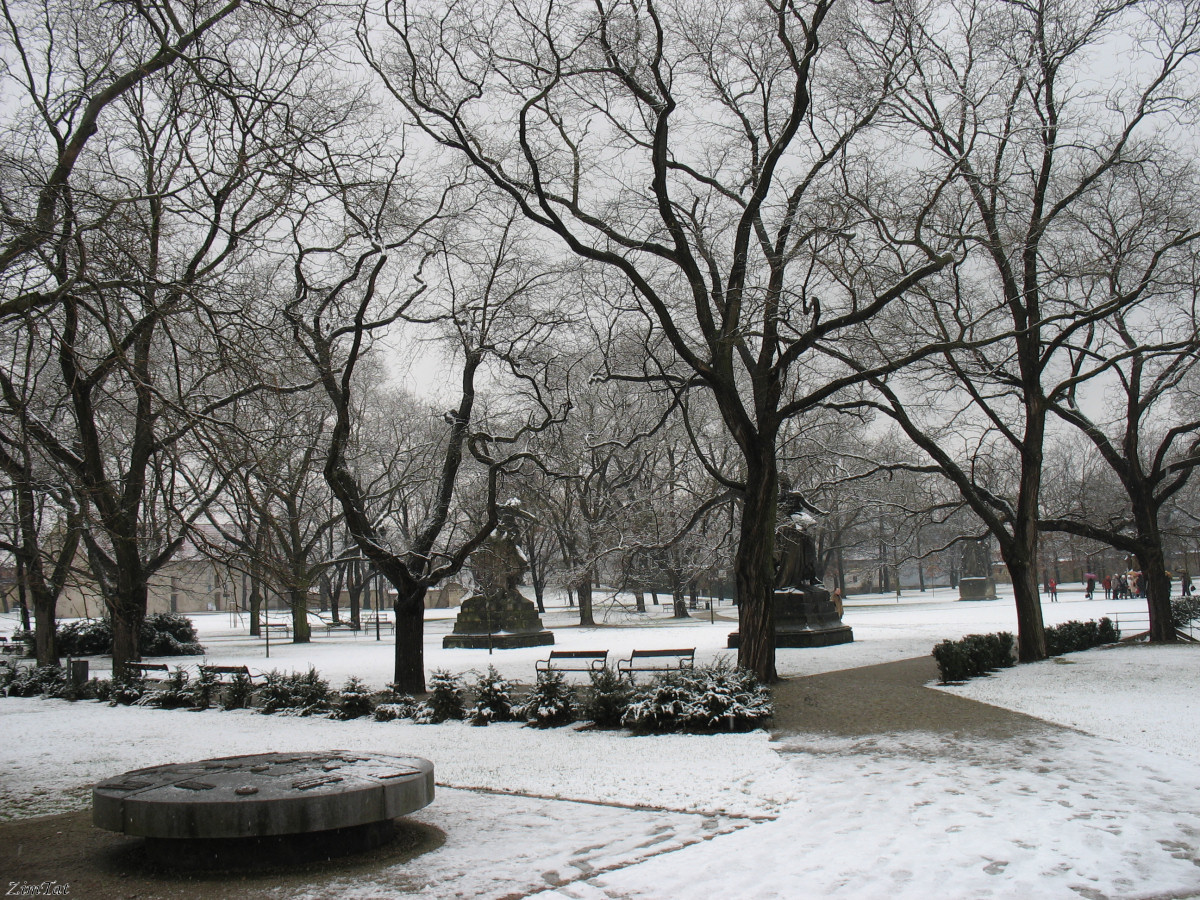
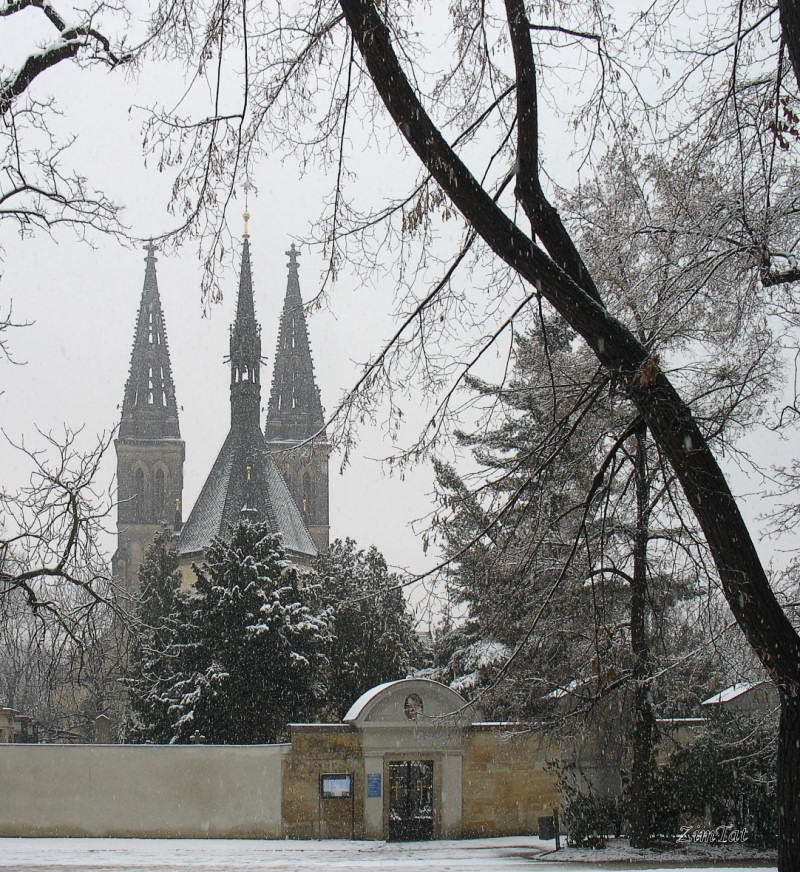
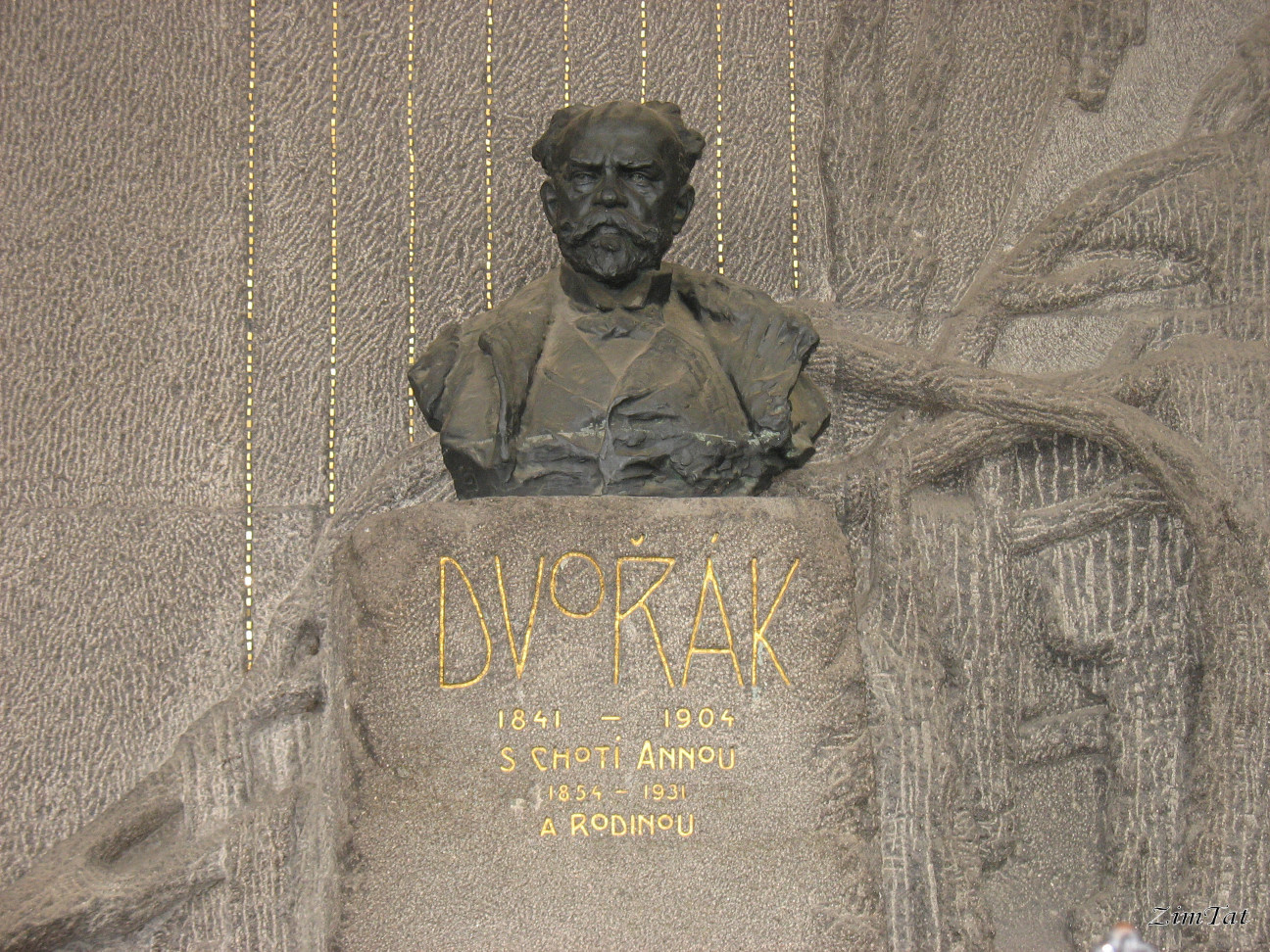